# Скальп
Скальп (лат. scalpus) — загальна назва для шкіри і тканин, які покривають лобно-тім'яно-потиличну і скроневу ділянки склепіння черепа. Шкіра скріплена з м'язами сполучною тканиною, яка пронизана кровоносними судинами.

## Етимологія
Слово скальп походить від англ. scalp, у свою чергу, запозиченому зі скандинавських мов (дав.-ісл. skalpr («футляр», «оболонка»), віддалено спорідненого з прасл. *skala). Цікаво, що слова «скальп», «скальпувати» не пов'язані зі «скальпель» — похідним від лат. skalpo.

## Будова
Скальп складається зі шкіри і чотирьох фасцій, а також клітковинних просторів, що покривають склепіння черепа. Це щільна і рухома захисна оболонка черепних кісток. Три з цих п'яти шарів жорстко з'єднані між собою.
Шкіра скальпа — найбільш товста у всьому людському тілі. Вона також найгустіше за все покрита волоссям. Шкіра виконує захисну функцію, а також грає важливу роль у міміці обличчя: волокна надчерепного м'язу з'єднані з нею фіброзними волокнами підшкірної клітковини, завдяки чому можуть рухати її назад і вперед.
Підшкірна клітковина (panniculus adiposus) — другий шар скальпа; це сполучна тканина, яка поєднує шкіру зі сухожильним шоломом. Клітковина містить багато кровоносних судин — артерій і вен. Вона жорстко прикріплена до нижчерозташованих м'язів, навіть при пошкодженні скальпу і відриві його від голови всі три шари залишаються з'єднаними.
Сухожильний шолом або надчерепний апоневроз (galea aponeurotica) — сукупність сухожилків, що з'єднують лобову і потиличну частини надчерепного м'язу. Він покриває все склепіння черепа.
Підапоневротична клітковина лежить під сухожиллям і м'язами у підаповневротичному просторі (spatium subaponeuroticum). Уможливлює верхнім шарам рухатися відносно окістя.
Окістя (periosteum) — найнижчий шар скальпа. Являє собою глибоку мембрану, яка покриває кістки черепного склепіння.

### Кровопостачання
Постачання крові здійснюється через п'ять пар артерій: трьох пар — відгалужень зовнішньої сонної артерії, і двох пар від внутрішньої:
- Внутрішня сонна артерія:
  - Надблокова артерія — гілка очної артерії, проходить посередині лоба
  - Надочноямкова артерія
- Зовнішня сонна артерія:
  - Поверхнева скронева артерія
  - Потилична артерія
  - Задня вушна артерія

Відтік венозної крові здійснюється трьома парами вен:
- Задньою вушною веною — гілкою зовнішньої яремної вени;
- Поверхневою скроневою веною — гілкою занижньощелепної вени;
- Потиличною веною, що впадає у підпотиличне венозне сплетіння.

Оскільки стінки кровоносних судин щільно прилягають до клітковини другого шару скальпа, це ускладнює стягування порізів і навіть незначні поранення скальпа сильно кровоточать.

### Іннервація
Іннервацію скальпа здійснюють такі пари нервів:
- Надблоковий і
- Надочноямковий нерви йдуть від очного нерва — відгалуження трійчастого нерва;
- Великий потиличний нерв йде від потилиці до тімені;
- Малий потиличний нерв;
- Вилично-скроневий нерв йде від верхньощелепного нерва — гілки трійчастого нерва. Відповідає за іннервацію скроні;
- Вушно-скроневий нерв йде від нижньощелепного нерва — гілки трійчастого нерва.

### Лімфотік
Лімфатичні судини зі задньої половини скальпа впадають у потиличні і задні вушні вузли. Лімфатичні судини з передньої половини впадають у завушні вузли. Лімфа скальпа доходить і до підщелепних і глибоких шийних вузлів.

## Скальп в історії і культурі

### Естетика
Волосяний покрив скальпа відіграє важливу роль в естетиці обличчя. Андрогенічна алопеція є одною з причин чоловічих турбот. Для її лікування застосовують як медикаментозну терапію (наприклад, фінастерид, міноксидил), так і пересадку волосся. З віком покриви черепа можуть деформуватися, стати важчими і безформеними, від чого лоб здається низьким і сильно зморшкуватим. Операція з підтягування брів і лоба (фронтліфтинг) усуває цю ваду.

### Скальпування
Три верхні шари скальпу при значних різаних ранах порівняно легко відділяються від окістя. У деяких народів існував звичай знімати скальпи з переможених ворогів (як вбитих, так і живих). Скальпи вважались почесними бойовими трофеями. Найбільш відомими мисливцями за скальпами є північноамериканські індіанці, проте, варто зауважити, що такий звичай існував і в інших місцях, у тому числі у Європі.